# L.C. Nielsen (opfinder)
 Der er flere personer med dette navn, se L.C. Nielsen (flertydig).
Lars Christian Nielsen (født 30. september 1849 i Holmstrup ved Slagelse, død 26. december 1929 på Frederiksberg) var en dansk maskinekonstruktør og opfinder.
Han var ansat på Maglekilde Maskinfabrik som værkfører.
Han fik i 1878 patent på en centrifuge kaldet den "kontinuerlige centrifuge", som blev en væsentlig forudsætning for de mange andelsmejerier, som skød op i landet.
Centrifugen gjorde det hurtigere og meget lettere at skille mælken i sine bestanddele, alt afhængig af vægtfylde.
Den originale Maglekilde-centrifuge kan ses på Hjedding Mejerimuseum.
Han er begravet på Solbjerg Parkkirkegård.